# Taralea crassifolia
Taralea crassifolia är en ärtväxtart som först beskrevs av George Bentham, och fick sitt nu gällande namn av Adolpho Ducke. Taralea crassifolia ingår i släktet Taralea och familjen ärtväxter. Inga underarter finns listade i Catalogue of Life.